# Dumingag
Dumingag is een gemeente in de Filipijnse provincie Zamboanga del Sur op het eiland Mindanao. Bij de laatste census in 2007 had de gemeente ruim 46 duizend inwoners.

## Geografie

### Bestuurlijke indeling
Dumingag is onderverdeeld in de volgende 44 barangays:
| - Bag-ong Valencia - Bagong Kauswagan - Bagong Silang - Bucayan - Calumanggi - Canibongan - Caridad - Danlugan - Dapiwak - Datu Totocan - Dilud - Ditulan - Dulian - Dulop - Guintananan | - Guitran - Gumpingan - La Fortuna - Labangon - Libertad - Licabang - Lipawan - Lower Landing - Lower Timonan - Macasing - Mahayahay - Malagalad - Manlabay - Maralag - Marangan | - New Basak - Saad - Salvador - San Juan - San Pablo - San Pedro - San Vicente - Senote - Sinonok - Sunop - Tagun - Tamurayan - Upper Landing - Upper Timonan |

## Demografie
Dumingag had bij de census van 2007 een inwoneraantal van 46.039 mensen. Dit zijn 3.836 mensen (9,1%) meer dan bij de vorige census van 2000. De gemiddelde jaarlijkse groei komt daarmee uit op 1,21%, hetgeen lager is dan het landelijk jaarlijks gemiddelde over deze periode (2,04%). Vergeleken met de census van 1995 is het aantal mensen met 7.884 (20,7%) toegenomen.

De bevolkingsdichtheid van Dumingag was ten tijde van de laatste census, met 46.039 inwoners op 297,75 km², 154,6 mensen per km².